# Три вікна і повішення
«Три вікна і повішення» (алб. Tri Dritare dhe një Varje) — косовський драматичний фільм, знятий Ісою Кося. Світова прем'єра стрічки відбулась 19 серпня 2014 року на міжнародному кінофестивалі у Сараєво 2014. Фільм був висунутий Косовом на премію «Оскар-2015» у номінації «найкращий фільм іноземною мовою», але не був номінований. Цей фільм став першим, висунутим Косовом на «Оскар».

## Сюжет
У традиційному селі Косова, де життя поступово відновлюється після війни, вчителька Луше вагається, чи давати інтерв'ю міжнародному журналісту. Під час інтерв'ю Луше визнає, що вона і ще три жінки з села були зґвалтовані сербськими солдатами. Коли люди з села дізнаються, що про це розповіла Луше, вони починають кампанію ненависті проти неї та її маленького хлопчика.

## У ролях
- Ірена Кагані — Луше
- Луан Джаха — Ука
- Донат Кося — Сокол
- Кхеват Коррай — Алуш
- Леонора Мехметай — Ніфа

## Визнання
| Нагороди та номінації фільму «Три вікна і повішення» | Нагороди та номінації фільму «Три вікна і повішення» | Нагороди та номінації фільму «Три вікна і повішення» | Нагороди та номінації фільму «Три вікна і повішення» | Нагороди та номінації фільму «Три вікна і повішення» | Нагороди та номінації фільму «Три вікна і повішення» |
| Рік                                                  | Нагорода                                             | Категорія                                            | Номінант                                             | Результат                                            |                                                      |
| ---------------------------------------------------- | ---------------------------------------------------- | ---------------------------------------------------- | ---------------------------------------------------- | ---------------------------------------------------- | ---------------------------------------------------- |
| 2014                                                 | Сараєвський кінофестиваль 2014                       | Нагорода «Кіно-європа»                               | «Три вікна і повішення»                              | Перемога                                             |                                                      |
| 2014                                                 | Міжнародний кінофестиваль у Салоніках 2014           | Приз гладацької аудиторії (Балканський вимір)        | «Три вікна і повішення»                              | Перемога                                             |                                                      |
| 2015                                                 | Вашингтонський незалежний кінофестиваль 2015         | Приз гладацької аудиторії                            | «Три вікна і повішення»                              | Перемога                                             |                                                      |
| 2015                                                 | Міжнародний кінофестиваль у Палм-Спрінгз 2015        | Нагорода «Подолання кордонів» — Спеціальна згадка    | «Три вікна і повішення»                              | Перемога                                             |                                                      |
| 2015                                                 | Єрусалимський міжнародний кінофестиваль 2015         | Нагорода «За жагу до свободи»                        | «Три вікна і повішення»                              | Перемога                                             |                                                      |
| 2015                                                 | Кінопремія «Кіно за мир» 2015                        | Нагорода «За справедливість»                         | «Три вікна і повішення»                              | Перемога                                             |                                                      |